# Буковець (Радомський повіт)
Буковець (пол. Bukowiec) — село в Польщі, у гміні Коваля Радомського повіту Мазовецького воєводства.
У 1975—1998 роках село належало до Радомського воєводства.